# Raymond (Alberta)
Pour les articles homonymes, voir Raymond.
Raymond est une ville (town) du Comté de Warner No 5, située dans la province canadienne d'Alberta.
Depuis 1878, l'alcool y est banni des bars et restaurants. Le 20 avril 2022, les habitants ont refusé de réviser ce règlement.

## Démographie
En tant que localité désignée dans le recensement de 2011, Raymond a une population de 3 743 habitants dans 1165 de ses 1235 logements, soit une variation de 16.1% avec la population de 2006. Avec une superficie de 6,854 0 km2, la ville possède une densité de population de 546,104 5 hab/km2 en 2011.
Concernant le recensement de 2006, Raymond abritait 3 205 habitants dans 1044 de ses 1085 logements. Avec une superficie de 4,754 6 km2, la ville possédait une densité de population de 674,1 hab/km2 en 2006.
| 2001  | 2006  | 2011  | 2016  |
| ----- | ----- | ----- | ----- |
| 3 200 | 3 205 | 3 743 | 3 708 |